# Вільгельм (герцог Баварії)
Вільгельм (нім. Wilhelm; 10 листопада 1752—8 січня 1837) — пфальцграф Цвайбрюкен-Біркенфельд-Ґельнхаузенський (1789—1799), герцог Баварський (1799—1837), герцог Берзький (1803—1806). Син пфальцграфа Йоганна Біркенфельд-Ґельнхаузенського та Софії Шарлотти Салм-Даунської. Почесний член Баварської академії наук з 1778 року. Прадід імператриці Сіссі.

## Біографія
Вільгельм народився 10 листопада 1752 року в Ґельнхаузені в родині пфальцграфа Цвайбрюкен-Біркенфельд-Ґельнхаузенського Йоганна та його дружини Софії Шарлотти Салм-Даунської. Вільгельм мав старшого брата Карла і сестру Луїзу. Діти, що народилися після нього, померли в ранньому віці.
У віці 26 років принца обрали почесний членом Баварської академії наук. Через два роки він одружився із донькою пфальцграфа Фрідріха Міхаеля Цвайбрюкенського Марією Анною у Мангаймі. 1782 року народився їх перший син, що помер неназваним. Через два роки у подружжя з'явилася донька, а згодом і син.
Вільгельм проживав у Ландсгуті до 1797 року. 16 лютого 1799 року помер голова династії Віттельсбахів Карл Теодор, курфюрст Баварії. З Віттельсбахів живими на той час залишалися представники Цвайбрюкенської та Біркефельдської гілок. Голова Цвайбрюкенської гілки Максиміліан Йозеф успадкував титул курфюрста Баварії, Вільгельму ж, як голові Біркенфельдської гілки, був наданий титул герцога Баварії.

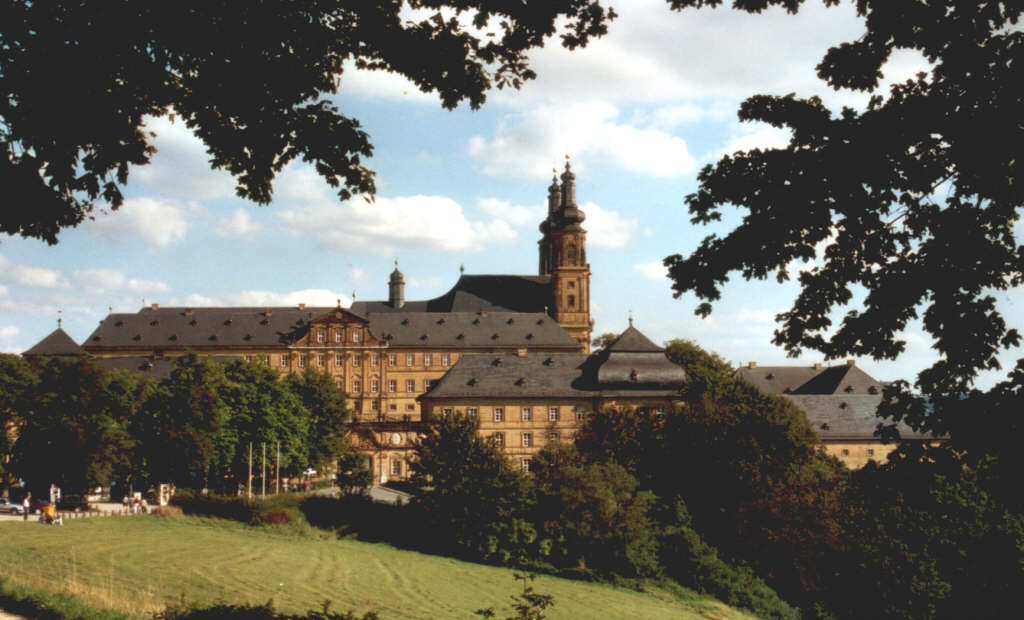
Монастир Банц

Після секуляризації церковного майна у 1813 році герцог придбав собі монастир Банц. З того часу він носить назву замку Банц. Зараз знаходиться у приватній власності герцогів Ліхтенштейну. Вільгельм бажав, щоб його серце було поховано в цьому замку.
Помер 8 січня 1837 у віці вісімдесяти чотирьох років. Його бажання було виконане. Тіло ж поховали в фамільному склепі Абатства Тегернзе.

## Родина
Дружина — Марія Анна Цвайбрюкен-Біркенфельдська
Діти:
- Марія Єлизавета Амалія Франциска (1784—1849) — одружена із маршалом Франції Луї-Александром Бертьє, мала двох дочок і сина.
- Пій Август (1786—1837) — герцог Баварії, одружений із Амелією Луїзою Аренберзькою, мав сина.